# Batalla de Chester
La Batalla de Chester (Viejo galés: Guaith Caer Legión; galés: Brwydr Caer) fue una gran victoria obtenida por los anglosajones sobre los nativos Britanos cerca de Chester, Inglaterra a comienzos del siglo VII. Etelfrido de Northumbria aniquiló una fuerza combinada de los reinos galeses de Powys, Rhos (un cantref del Reino de Gwynedd) y posiblemente Mercia. Como consecuencia, los dirigentes galeses Selyf Sarffgadau de Powys y Cadwal Crysban de Rhôs fallecieron. La evidencia sugiere que Iago de Gwynedd también pudo haber fallecido.
Según Bede, un gran número de monjes del monasterio en Bangor on Dee que había ido a presenciar la lucha fueron asesinados por orden de Æthelfrith antes de la batalla. Ordenó masacrar a los clérigos porque, aunque no portaban armas, rezaban por una derrota de Northumbria.
La importancia estratégica de la batalla no queda clara, ya que Æthelfrith murió en batalla poco después de la victoria. Ha sido sugerido que Cearl de Mercia, pudo estar implicado y haber compartido la suerte de los britanos ya que su hegemonía sobre el este de Gales y Mercia finalizó efectivamente hasta la llegada de su sucesor, Penda por 633.